# Karel Dvořák (právník)
Karel Dvořák (* 1. července 1986) je český politik a právník, od roku 2022 náměstek ministra spravedlnosti ČR, od května 2025 místopředseda hnutí STAN.

## Život
V letech 2005 až 2011 vystudoval Právnickou fakultu Univerzity Karlovy (získal titul Mgr.), z toho v letech 2009 až 2010 absolvoval zahraniční studijní pobyt na Karl-Ruprechts Universität Heidelberg v Německu.
Pracovní kariéru začínal v letech 2011 až 2015 jako advokátní koncipient, kdy byl zároveň akademickým pracovníkem Justiční akademie (2011–2013) a legislativně-právním analytikem Sdružení místních samospráv ČR.
V letech 2015 až 2022 byl advokátem a následně společníkem v advokátní kanceláři, navíc byl v letech 2016 až 2019 členem představenstva akciové společnosti 4-Energetická.
Karel Dvořák žije v Praze, konkrétně v městské části Praha 4. Z cizích jazyků ovládá němčinu a angličtinu. Od května 2016 předsedá spolku Sousedé nad strží.

## Politické působení
Od roku 2017 je členem hnutí STAN. V komunálních volbách v letech 2018 a 2022 kandidoval jako člen hnutí STAN na kandidátce subjektu „SPOLEČNĚ PRO PRAHU 4 – STAROSTOVÉ A NEZÁVISLÍ A KDU - ČSL“ do Zastupitelstva městské části Praha 4, ale ani jednou neuspěl.
Dne 1. února 2022 jej ministr spravedlnosti ČR Pavel Blažek jmenoval svým politickým náměstkem.
Ve volbách do Poslanecké sněmovny PČR v roce 2025 je lídrem hnutí STAN v Praze. Na celostátním sněmu hnutí byl v květnu 2025 zvolen místopředsedou hnutí STAN.

## Bitcoinová kauza
V polovině prosince roku 2024 Dvořákovi přišel oficiální e-mail, ve kterém se řešila nabídka daru bitcoinů státu. Dvořák však odmítl, že by věděl přímo o přijetí daru a dodal, že pouze spoluschválil odpověď, že o všem musí rozhodnout soud a že veškeré budoucí kroky se musí dít v souladu se zákonem.